# تومه-سوده
تومه-سوده (باليابانية: 留袖) هو نوع من أنواع الكيمونو الأكثر رسمية للنساء المتزوجات، وغالباً ما ترتديه أمهات العريس والعروس في حفل الزفاف، والكوروتومه-سوده (تومه سوده أسود اللون) عادةً ما يحتوي على خمس شارات «كامون» (家紋) وهذه الشارات تكون مطبوعة على الأكمام وعلى صدر وظهر الكيمونو، وتكون أكمامه قصيرة بالمقارنة مع فوريسوده طويل الأكمام التي تلبسه النساء قبل الزواج.
يرجع أصل التومه سوده إلى فترة إدو عندما ظهرت عادة للفتيات غير المتزوجات في تقصير طول كم الفوريسوده بعد الزواج.
أكثر الألوان شهرة لتومه سوده هو اللون الأسود الذي يطلق عليه «كورو تومه سوده» (黑留袖) أي تومه سوده أسود اللون.

## اقرأ أيضاً
- كيمونو
- فوريسوده